# WaYao
Para outros significados, ver Yao.
waYao o yao es uno de los principales grupos étnicos y lingüísticos con base en el extremo sur del lago Malaui, que desempeñó un papel importante en la historia de África Oriental durante el siglo XIX. Son cerca de 2 millones de personas distribuidas en tres países: Malaui, Mozambique y Tanzania. Los yaos son predominantemente musulmanes y la mayoría vive en condiciones de pobreza. Tienen una fuerte identidad cultural, que trasciende las fronteras nacionales.

## Historia
Cuando los árabes llegaron a la costa oriental de África compraban a los yao, principalmente esclavos y marfil a cambio de ropa y armas. Debido a su participación en este comercio los yaos se convirtieron en uno de los más ricos e influyentes pueblos de la región. Monarquías poderosas nacieron luego de que los jefes yao tomaron el control de la provincia Niassa en el actual Mozambique y luego se trasladaron también desde su territorio tradicional a sus actuales territorios en Malaui y Tanzania. 
El resultado más grande del cambio ocurrido a los yao fue su conversión al islamismo a comienzos del siglo XX, antes de la Primera Guerra Mundial. A causa de su comercio con los árabes, los jefes yao, con título de sultán, necesitaron de escribas que supieran leer y escribir el árabe. Los profesores árabes a la vez que alfabetizaban las aldeas y llevaban el Corán, provocaron un cambio cultural que se reflejó en lo externo en las ropas usadas y en el uso de casas cuadradas en vez de redondas. El islam practicado por los yao se caracteriza sin embargo por el sincretismo con las creencias tradicionales.
Los sultanes yao resistieron a la dominación colonial portuguesa, británica y alemana, que era vista como una amenaza importante "cristiana". Los portugueses, intentaban parar el tráfico de esclavos y atacaban algunas caravanas yao cerca de la costa; liberaban a los esclavos y se apoderaban del marfil que transportaban.

### Los yao en Mozambique
Los yao han vivido al norte de Mozambique (antes África Oriental portuguesa). Su centro geográfico en el país está localizado en una pequeña aldea llamada Chiconono, en la provincia de Niassa. Enfrentaron la declinación política y económica por la llegada de los portugueses que establecieron allí la Companhia de Niassa y colonizaron la región fundando ciudades y poblados y estableciendo una economía de plantaciones agrícolas. La expansión del Imperio portugués se hizo a costa de la dominación árabe. El control de las rutas internacionales y la evangelización fueron las fuerzas motrices de la expansión portuguesa en la región. Portugal se convirtió así en potencia económica.
Los yao pasaron de ser traficantes de esclavos y marfil a jornaleros agrícolas de las plantaciones de los portugueses o en gran parte comunidades de cultura tradicional dedicadas a la agricultura de subsistencia. Actualmente hay entre 40 y 400 mil yao en Mozambique y ocupan gran parte del este y norte de la provincia de Niassa, donde son aproximadamente el 40 % de la población de Lichinga, la capital de esa provincia.

### Los yao fuera de Mozambique
Los yao ocuparon la región sur de Malaui hacia 1830, cuando estaba en auge el tráfico suajili-árabe en la costa de Mozambique. Ricos en cultura, tradición y música, los yao son principalmente musulmanes y uno de ellos es el famoso expresidente de la República de Malaui, Bakili Muluzi. Los lazos estrechos de los yao con los árabes desde 1800, se reflejan en la cultura, la arquitectura y otros elementos de su identidad. Debido a que recibieron de los árabes armas de fuego, se involucraron en guerras contra sus vecinos ngoni y chewa. 
Los yao resistieron activamente a las fuerzas de colonización alemanas establecidas en las actuales Tanzania, Ruanda y Burundi). En 1890, King Machemba emitió una declaración al comandante Von Wissman diciéndole que estaban abiertos al comercio, pero no a someterse a su autoridad. Finalmente los alemanes obligaron a los yao a rendirse.

## Idioma
Los yao hablan una lengua bantú conocida como chiyao ("lengua yao", chi es un prefijo clasificador que significa "idioma"), Achawa, Adsawa, Adsoa, Ajawa, Ayawa, Ayo, Ayao, Djao, Haiao, Hiao, Hyao, Jao, Veiao o Wajao, cuyo número de hablantes se estima en 1 000 000 en Malaui, 495 000 en Mozambique, y 492 000 en Tanzania. Su territorio tradicional está localizado entre el río Rovuma y el río Lugenda al norte de Mozambique. También hablan otras lenguas de Malaui como el chichewa y chitimbuka y la lengua oficial del país que habitan, inglés en Malaui y portugués en Mozambique.